# Chaenostoma lisae
Chaenostoma lisae is een krabbensoort. De wetenschappelijke naam van de soort is voor het eerst geldig gepubliceerd in 2010 door Poupin & Bouchard.